# Tropheus brichardi
Tropheus brichardi är en fiskart som beskrevs av Mark H. J. Nelissen och Thys van den Audenaerde, 1975. Tropheus brichardi ingår i släktet Tropheus och familjen Cichlidae. IUCN kategoriserar arten globalt som livskraftig. Inga underarter finns listade i Catalogue of Life.